# THE JAPANESE TRADITION 〜日本の形〜
『THE JAPANESE TRADITION 〜日本の形〜』（ザ ジャパニーズ トラディション 〜にほんのかたち〜）は、NAMIKIBASHIによる映像作品。

## 概要
脚本を小林賢太郎、監督を小島淳二が担当。
日本の伝統を面白おかしく表現した映像作品であり、「謝罪」は、2007年に日本作品では31年ぶりにベルリン国際映画祭短編コンペティション部門に出品された。そのほかの作品も国内外の映画祭で上映されている。
2017年8月1日、YouTube公式チャンネルに「お茶」を除く11本の動画（「土下座」のみ日本語版と英語版の2本）を公開した。

## 出演者
- 小林賢太郎
- 片桐仁
- 斉木しげる
- 山咲千里
- 竹井亮介
- 上原陸
- 宇藤大騎
- 尾上綾華
- 山下葉子
- 関口篤
- 小松泰子
- 嶋村太一
- 野間口徹
- 森谷ふみ
- 高見司（爆烈Q）
- うじいえともみ（中央線withyou）

ほか

## 作品
- 「宴」
- 「箸」
- 「折り紙」
- 「夏休み」
- 「お盆休み」
- 「お茶」
- 「謝罪」（第57回ベルリン国際映画祭短編コンペティション部門に出品）
- 「おにぎり」
- 「手締め」
- 「土下座」
- 「鮨」

## DVD
2006年3月2日にアスミック・エースより発売。
- 監督・脚本：NAMIKIBASHI（小島淳二/小林賢太郎）
- 製作：Japan Culture Lab.
- 特典：「土下座」、「鮨」を収録。
- 価格：4700円（税込4935円）
- 発売：アスミック・エース
- 販売：角川エンタテインメント

## 関連作品
- Jam Films 2　机上の空論 - THE JAPANESE TRADITION「交際」を内包したドラマ作品（ショートフィルム）。